# Dacrycarpus
Dacrycarpus – rodzaj zimozielonych drzew nagonasiennych z rodziny zastrzalinowatych (Podocarpaceae). Obejmuje dziewięć współcześnie żyjących gatunków występujących na obszarze od południowo-wschodniej Azji po Nową Zelandię; wszystkie rosną w tropikalnych lasach deszczowych, zwykle na wysokościach od 1 tys. do 3 tys. m n.p.m. Skamieniałości odkryte w Argentynie dowodzą, że w eocenie przedstawiciele rodzaju występowali również w Ameryce Południowej.

## Morfologia

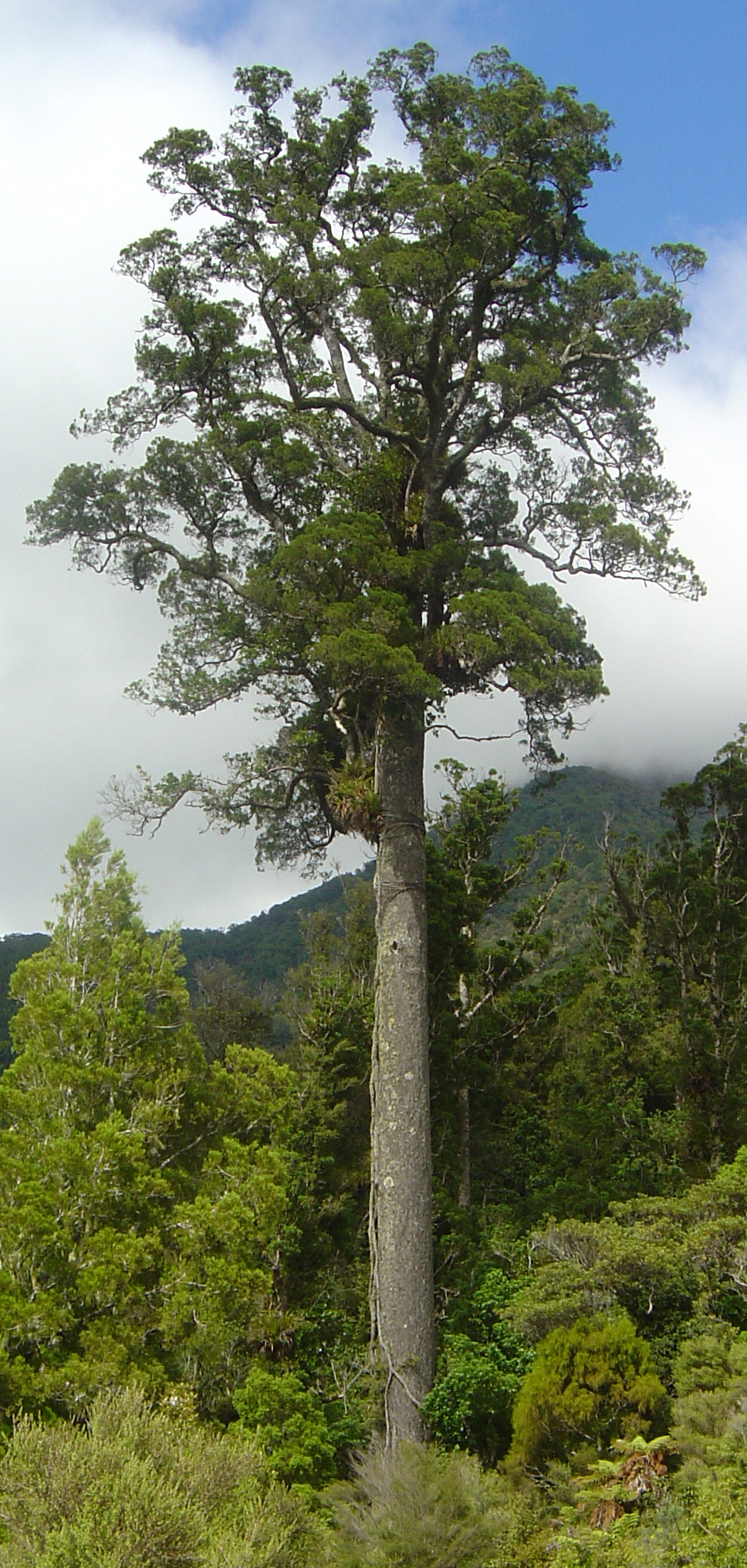
Pokrój D. dacrydioides

PokrójDrzewa (rzadziej rośliny o pokroju krzewiastym) osiągające zwykle wysokość od kilkunastu do ponad 60 m.
LiścieLiście dimorficzne - właściwe są odmienne niżeli młodociane. Są igłowate i spłaszczone, o długości od kilku do kilkunastu mm, przy czym młodociane są zwykle dłuższe i ułożone w dwóch rzędach. do 3–5 cm długie i od 2 do 4 mm szerokie. Wyrastają na pędach skrętolegle, przy czym u nasady rozgałęzień pędów są zwykle mniejsze. Pąki są niepozorne.
Organy generatywneKwiaty męskie skupione w strobile wyrastające w kątach liści, owalne lub cylindrycznie wydłużone. Strobile żeńskie składają się zwykle z jednego płodnego zalążka z mięśniejącą osnówką. Pozbawione skrzydełka nasiono otoczone jest czerwonawą osnówką.

## Systematyka
Jeden z rodzajów rodziny zastrzalinowatych (Podocarpaceae).
Wykaz gatunków
- Dacrycarpus cinctus (Pilg.) de Laub.
- Dacrycarpus compactus (Wasscher) de Laub.
- Dacrycarpus cumingii (Parl.) de Laub.
- Dacrycarpus dacrydioides (A.Rich.) de Laub.
- Dacrycarpus expansus de Laub.
- Dacrycarpus imbricatus (Blume) de Laub.
- Dacrycarpus kinabaluensis (Wasscher) de Laub.
- Dacrycarpus steupii (Wasscher) de Laub.
- Dacrycarpus vieillardii (Parl.) de Laub.
- †Dacrycarpus puertae Wilf – wymarły, eoceński gatunek[5]